# Северская городская община
Северская городская общи́на (укр. Сіверська міська громада) — территориальная община в Бахмутском районе Донецкой области Украины.
Административный центр — город Северск.
Население составляет 14 519 человек, 669 человек (начало 2025 года). Площадь — 197,5 км².

## Населённые пункты
В состав общины входит 1 город (Северск) и 6 сёл: Григоровка, Дроновка, Платоновка, Резниковка, Свято-Покровское и Серебрянка.